# Salvadore Cammarano
Salvadore Cammarano (de vegades Salvatore) (Nàpols, 19 de març de 1801 - Nàpols, 17 de juliol de 1852) va ser un dramaturg i llibretista italià del segle xix. Hom el considera el més important llibretista italià del Romanticisme

## Biografia
Va abandonar la seua activitat de comediògraf l'any 1834, i es va dedicar a escriure llibrets d'òpera, dels quals en va produir gairebé una quarantena per als més grans compositors italians de l'època.
Home amb un gran coneixement del teatre, Cammarano va ser un dramaturg intel·ligent i modern, sempre atent a la necessitat d'adaptar els seus versos tant a la música com a la forma i a la funció del melodrama. Amb Lucia di Lammermoor, que va marcar l'inici de la seua decisiva col·laboració amb Gaetano Donizetti, el poeta va crear la primera manifestació del "dramma per musica" romàntic a Itàlia, proposant atmosferes ombrívoles i sinistres, situacions violentes, psicologies inquietants, personatges llunàtics i macabres, amb un ritme narratiu intens i captivant.
Els seus versos, que posseeixen una musicalitat sempre ben elaborada i refinada, no gaudeixen d'una facilitat popular, però despleguen una àmplia gamma expressiva, des dels colors elegíacs i leopardians dels cantabili a la fogosa energia de les cabaletes, del caràcter greu i solemne de certes escenes corals als diàlegs amerats de ressonàncies alfieristes, en un continuum policrom i elegant, sempre absolutament coherent. La construcció poètica de Cammarano és, altrament, rica en significatives cites intertextuals, senyal d'un vast i variat coneixement literari, i les seues formes mètriques reflecteixen les preocupacions d'una gran consciència artística i dramatúrgica.
Cadascun dels actes de vint-i-dos dels seus llibrets, de Lucia di Lammermoor a Il trovatore, porta un títol característic que fa evident de manera immediata l'esdeveniment, el personatge o l'element espacial-temporal sobre el qual s'articula l'acte.
Va morir de sobte, després d'haver conclòs el seu darrer llibret, Il Trovatore, per a Giuseppe Verdi, considerat justament con una de les obres mestres del gènere. Considerat inacabat, aquest darrer llibret va ser completat amb diversos afegits de Leone Emanuele Bardare (com ara el cantabile del Comte, Il balen del suo sorriso, en la tercera escena de l'Acte II, o el de Leonora, D'amor sull'ali rosee, en l'escena 1 de l'Acte IV). Aquestes intervencions van ser sol·licitades pel compositor arran de l'eliminació d'alguns fragments de l'escena final.
La prematura mort de Cammarano va tallar l'associació amb Verdi, prevista sota el signe de Shakespeare, amb una adaptació de El rei Lear. El llibret, del qual només hi havia l'esquema, va ser escrit posteriorment per Antonio Somma, però Verdi no en va compondre mai la música.

## Llibrets
1834
- La sposa (Egisto Vignozzi)

1835
- Ines de Castro (Giuseppe Persiani), en col·laboració amb Giovanni Emanuele Bidera
- Un matrimonio per ragione (Giuseppe Staffa)
- Lucia di Lammermoor (Gaetano Donizetti)

1836
- Belisario (Gaetano Donizetti)
- L'assedio di Calais (Gaetano Donizetti)
- Eufemio di Messina (Giuseppe Persiani), adaptació del llibret homònim de Felice Romani

1837
- Pia de' Tolomei (Gaetano Donizetti)
- Roberto Devereux (Gaetano Donizetti)

1838
- Maria de Rudenz (Gaetano Donizetti)
- Poliuto (Gaetano Donizetti), estrenada l'any 1848
- Elena da Feltre (Saverio Mercadante)

1839
- I ciarlatani (Luigi Cammarano)
- Il Conte di Chalais (Giuseppe Lillo)

1840
- Cristina di Svezia (Alessandro Nini)
- Saffo (Giovanni Pacini)
- La vestale (Saverio Mercadante)

1841
- Luigi Rolla (Federico Ricci)

1842
- Il proscritto (Saverio Mercadante)
- La fidanzata corsa (Giovanni Pacini)

1843
- Maria di Rohan (Gaetano Donizetti)
- Il reggente (Saverio Mercadante)
- Ester d'Engaddi (Achille Peri)
- Il ravvedimento (Luigi Cammarano)

1845
- Bondelmonte (Giovanni Pacini)
- Alzira (Giuseppe Verdi)
- Il vascello de Gama (Saverio Mercadante)
- Stella di Napoli (Giovanni Pacini)

1846
- Orazi e Curiazi (Saverio Mercadante)

1847
- Merope (Giovanni Pacini)
- Eleonora Dori (Vincenzo Battista)

1849
- La battaglia di Legnano (Giuseppe Verdi)
- Luisa Miller (Giuseppe Verdi)

1850
- Virginia (Saverio Mercadante), représenté en 1866
- Non v'è fumo senza fuoco (Luigi Cammarano)

1851
- Malvina di Scozia (Giovanni Pacini)
- Folco d'Arles (Nicola De Giosa)
- Medea (Saverio Mercadante), adaptació del llibret homònim de Felice Romani

1853
- Il trovatore (Giuseppe Verdi)

Cammarano també va escriure quatre noves escenes per a La donna del lago d'Andrea Leone Tottola amb música de Gioacchino Rossini (1834), una nova escena per a l'Anna Bolena de Romani, amb música de Donizetti (1834) i nou tercer acte per a Francesca Donato, també de Romani, amb música de Mercadante (1845).